# Порівняння мов програмування
Мови програмування  використовуються для управління поведінкою машини (частіше комп'ютера). Як і людські мови, мови програмування відповідають правилам синтаксису і семантики. Зараз існують тисячі мов програмування і щороку створюються нові. З цих мов не всі стають популярними, деякі з них просто використовуються невеликою кількістю людей, але професійні програмісти можуть користуватися десятками мов у своїй кар'єрі.

## Основна порівняльна таблиця
У таблиці порівнюється загальна і технічна інформація для вибору частіше використовуваних мов програмування.
Увага! У цій таблиці можуть бути відсутні деякі відомості.
| Мова                   | Передбачуване використання | Імперативне | Об'єктно-орієнтоване | Функційне | Процедурне | Узагальнене | Рефлективне                                 | Подійно-орієнтоване | Інші парадигми                                                                   | Стандартизована?                                                                           |
| ---------------------- | --- | ----------- | -------------------- | --------- | ---------- | ----------- | ------------------------------------------- | ------------------- | -------------------------------------------------------------------------------- | ------------------------------------------------------------------------------------------ |
| ActionScript 3.0       | Застосунки, клієнт-сервер, веб | X           | X                    |           |            |             |                                             | X                   |                                                                                  | 1996, ECMA                                                                                 |
| Ada                    | Застосунки, вбудовані системи, системи реального часу, системне програмування                                                                                    | X           | X                    |           | X          | X           |                                             |                     | паралельні, розподілені обчислення                                               | 1983, 2005, 2012, ANSI, ISO, ГОСТ 27831-88                                                 |
| Aldor                  | Предметно-орієнтована, символьні обчислення | X           | X                    | X         |            |             |                                             |                     |                                                                                  | Ні                                                                                         |
| ALGOL 58               | Застосунки | X           |                      |           |            |             |                                             |                     |                                                                                  | Ні                                                                                         |
| ALGOL 60               | Застосунки | X           |                      |           |            |             |                                             |                     |                                                                                  | 1960, IFIP WG 2.1, ISO                                                                     |
| ALGOL 68               | Застосунки | X           |                      |           |            |             |                                             |                     | паралельні обчислення                                                            | 1968, IFIP WG 2.1, GOST 27974-88,                                                          |
| Ateji PX               | Паралельні застосунки |             | X                    |           |            |             |                                             |                     | пі-числення                                                                      | Ні                                                                                         |
| APL                    | Застосунки, обробка даних |             |                      |           |            |             |                                             |                     | масиво-орієнтоване, «мовчазне» програмування                                     | 1989, ISO                                                                                  |
| Мова асемблера         | Загального призначення | X           |                      |           |            |             |                                             |                     | Будь-яке, синтаксис зазвичай дуже специфічний, пов'язаний з цільовим процесором  | Ні                                                                                         |
| AutoHotkey             | Автоматизація графічного інтерфейса, дуже специфічна для предметної області                                                                                      | X           |                      |           |            |             |                                             |                     |                                                                                  | Ні                                                                                         |
| AutoIt                 | Автоматизація графічного інтерфейса, дуже специфічна для предметної області                                                                                      | X           |                      |           | X          |             |                                             | X                   |                                                                                  | Ні                                                                                         |
| BASIC                  | Застосунки, навчання | X           |                      |           | X          |             |                                             |                     |                                                                                  | 1983, ANSI, ISO                                                                            |
| BeanShell              | Застосунки, написання скриптів | X           | X                    | X         |            |             | X                                           |                     |                                                                                  | In progress, JCP                                                                           |
| BLISS                  | Системне програмування |             |                      |           | X          |             |                                             |                     |                                                                                  | Ні                                                                                         |
| BlitzMax               | Застосунки, ігри | X           | X                    |           | X          |             |                                             |                     |                                                                                  | Ні                                                                                         |
| Boo                    | Застосунки |             |                      |           |            |             |                                             |                     |                                                                                  | Ні                                                                                         |
| Bro                    | Специфічна для предметної області, застосунки | X           |                      |           |            |             |                                             | X                   |                                                                                  | Ні                                                                                         |
| C                      | Застосунки, системне програмування, загального призначення, низькорівневі операції                                                                               | X           |                      |           | X          |             |                                             |                     |                                                                                  | 1989, ANSI C89, ISO C90, ISO C99, ISO C11                                                  |
| C++                    | Застосунки, системне програмування | X           | X                    | X         | X          | X           |                                             |                     |                                                                                  | 1998, ISO/IEC 1998, ISO/IEC 2003, ISO/IEC 2011                                             |
| C#                     | Застосунки, RAD, бізнес-логіка, клієнтська сторона, загального призначення, серверна сторона, Web, роботи                                                        | X           | X                    | X         |            | X           | X                                           | X                   | структурне, конкурентне                                                          | 2000, ECMA, ISO                                                                            |
| Clarion                | Загального призначення, бізнес-логіка, Web | X           | X                    | X         |            |             |                                             |                     |                                                                                  | Невідомий                                                                                  |
| Clean                  | Загального призначення |             |                      | X         |            | X           |                                             |                     |                                                                                  | Ні                                                                                         |
| Clojure                | Загального призначення |             |                      | X         |            |             |                                             |                     | конкурентне                                                                      | Ні                                                                                         |
| CLU                    | Загального призначення | X           | X                    |           | X          | X           |                                             |                     |                                                                                  | Ні                                                                                         |
| COBOL                  | Застосунки, бізнес-логіка | X           | X                    |           | X          |             |                                             |                     |                                                                                  | ANSI X3.23 1968, 1974, 1985; ISO/IEC 1989:1985, 2002, 2014                                 |
| Cobra                  | Застосунки, бізнес-логіка, загального призначення, Web | X           | X                    | X         |            | X           | X                                           |                     |                                                                                  | Ні                                                                                         |
| ColdFusion (CFML)      | Web |             | X                    |           | X          |             |                                             |                     |                                                                                  | Ні                                                                                         |
| Common Lisp            | Загального призначення | X           | X                    | X         |            | X           | X                                           |                     |                                                                                  | 1994, ANSI                                                                                 |
| Мова                   | Intended use | Імперативне | Об'єктно-орієнтоване | Функційне | Процедурне | Узагальнене | Рефлективне                                 | Подійно-орієнтоване | Інші парадигми                                                                   | Стандартизована?                                                                           |
| COMAL 80               | Навчання | X           |                      |           | X          |             |                                             |                     |                                                                                  | Ні                                                                                         |
| Crystal 1.0.0          | Навчання | X           |                      | X         | X          |             |                                             |                     |                                                                                  | Ні                                                                                         |
| Cython                 | Застосунки, загального призначення, обчислення | X           | X                    | X         |            |             | X                                           |                     | Аспектно-орієнтоване                                                             | Ні                                                                                         |
| D                      | Застосунки, системне програмування | X           | X                    | X         |            | X           |                                             |                     | генеративне, конкурентне                                                         | Ні                                                                                         |
| Dart                   | Застосунки, Web | X           | X                    |           |            |             |                                             |                     | структурне                                                                       | Ні                                                                                         |
| Dylan                  | Застосунки |             | X                    | X         |            |             |                                             |                     |                                                                                  | Ні                                                                                         |
| Eiffel                 | Застосунки | X           | X                    |           |            | X           |                                             |                     |                                                                                  | 2005, ECMA, ISO                                                                            |
| Erlang                 | Застосунки, розподілене, телеком |             |                      | X         |            |             |                                             |                     | конкурентне, розподілене                                                         | Ні                                                                                         |
| Euphoria               | Застосунки. Оскільки інтерпретатор є спільним для коду системи та програми, система не є цільовим використанням, оскільки збої програми вплинуть на всю систему. |             |                      |           | X          |             | X                                           |                     |                                                                                  | Ні                                                                                         |
| Factor                 | |             |                      |           |            |             |                                             |                     | стекова                                                                          | Ні                                                                                         |
| FP                     | |             |                      | X         |            |             |                                             |                     |                                                                                  | Ні                                                                                         |
| F#                     | Застосунки | X           | X                    | X         |            | X           |                                             |                     |                                                                                  | Ні                                                                                         |
| Forth                  | Загального призначення | X           |                      |           |            |             |                                             |                     | стекове                                                                          | 1994, ANSI                                                                                 |
| Fortran                | Застосунки, обчислення | X           | X                    |           | X          | X           |                                             |                     |                                                                                  | 1966, ANSI 66, ANSI 77, MIL-STD-1753, ISO 90, ISO 95, ISO 2003, ISO/IEC 1539-1:2010 (2008) |
| FreeBASIC              | Застосунки, обчислення | X           | X                    |           | X          | X           |                                             |                     |                                                                                  | Ні                                                                                         |
| G2                     | Застосунки, висновування, експертні системи | X           | X                    |           |            |             |                                             | X                   | загальне графічне середовище розробки та виконання                               | Ні                                                                                         |
| Gambas                 | Застосунки | X           | X                    |           |            |             |                                             | X                   |                                                                                  | Ні                                                                                         |
| Game Maker Language    | Застосунки, ігри | X           | X                    |           |            |             |                                             | X                   |                                                                                  | Ні                                                                                         |
| GLBasic                | Застосунки, ігри | X           | X                    |           | X          |             |                                             |                     | просте об'єктно-орієнтоване                                                      | Ні                                                                                         |
| Go                     | Застосунки, системне програмування | X           |                      |           |            |             |                                             |                     | конкурентне                                                                      | Ні                                                                                         |
| Gosu                   | Застосунки, загального призначення, написання скриптів, Web | X           | X                    |           |            | X           | X                                           |                     |                                                                                  | Ні                                                                                         |
| GraphTalk              | Застосунки |             | X                    |           |            |             |                                             |                     | логічне                                                                          | Ні                                                                                         |
| Groovy                 | Застосунки, загального призначення, написання скриптів, Web | X           | X                    | X         |            |             |                                             |                     | Аспектно-орієнтоване                                                             | In progress, JCP                                                                           |
| Harbour                | Застосунки, бізнес-логіка, обробка даних, загального призначення, Web                                                                                            | X           | X                    | X         | X          | X           | X                                           |                     | декларативне                                                                     | Ні                                                                                         |
| Haskell                | Застосунки |             |                      | X         |            | X           |                                             |                     | ліниві обчислення                                                                | 2010, Haskell 2010                                                                         |
| Haxe                   | Застосунки, загального призначення, Web | X           | X                    | X         |            | X           | X                                           |                     |                                                                                  | Ні                                                                                         |
| HyperTalk              | Застосунки, RAD, загального призначення |             | X                    |           |            |             |                                             | X                   | слабко типізована                                                                | Невідомо                                                                                   |
| Io                     | Застосунки, host-driven scripting | X           | X                    |           |            |             |                                             |                     |                                                                                  | Ні                                                                                         |
| Мова                   | Intended use | Імперативне | Об'єктно-орієнтоване | Функційне | Процедурне | Узагальнене | Рефлективне                                 | Подійно-орієнтоване | Інші парадигми                                                                   | Стандартизована?                                                                           |
| ISLISP                 | Загального призначення | X           | X                    | X         |            | X           |                                             |                     |                                                                                  | 1997, ISO                                                                                  |
| J                      | Обробка даних |             |                      |           |            |             |                                             |                     | масиво-орієнтоване, комбінаторне, безточкове                                     | Ні                                                                                         |
| JADE                   | Застосунки, розподілене | X           | X                    |           |            |             |                                             |                     |                                                                                  | Ні                                                                                         |
| Java                   | Застосунки, бізнес-логіка, клієнтська сторона, загального призначення, серверна сторона, Web                                                                     | X           | X                    |           |            | X           | X                                           |                     | конкурентне                                                                      | De facto стандарт за Java Language Specification                                           |
| JavaScript             | Клієнтська сторона, серверна сторона, Web | X           | X                    | X         |            |             | X                                           |                     | Прототипне                                                                       | 1997, ECMA                                                                                 |
| Joy                    | Дослідження |             |                      | X         |            |             |                                             |                     | стекова                                                                          | Ні                                                                                         |
| K                      | Обробка даних, бізнес-логіка |             |                      |           |            |             |                                             |                     | масиво-орієнтоване, безточкове                                                   | Невідомо                                                                                   |
| Kotlin                 | Застосунки, мобільні застосунки, серверна сторона, клієнтська сторона, Web (JavaScript, HTML, CSS)                                                               | X           | X                    | X         |            | X           |                                             |                     |                                                                                  |                                                                                            |
| LabVIEW (G)            | Застосунки, промислове моделювання і автоматизація |             |                      |           |            |             |                                             |                     | програмування потоків даних, візуальне                                           | Ні                                                                                         |
| Lisp                   | Загального призначення |             |                      | X         |            |             |                                             |                     |                                                                                  | Невідомо                                                                                   |
| Livecode               | Застосунки, RAD, загального призначення |             | X                    |           |            |             |                                             | X                   | слабко типізована                                                                | Ні                                                                                         |
| Logtalk                | Штучний інтелект, застосунки |             | X                    |           |            |             | X                                           | X                   | логічне                                                                          | Ні                                                                                         |
| Lua                    | Застосунки, embedded scripting | X           | X                    | X         | X          |             | X                                           |                     | Аспектно-орієнтоване                                                             | Ні                                                                                         |
| Maple                  | Символьні обчислення, обчислення | X           | X                    | X         | X          |             |                                             |                     | розподілене                                                                      | Ні                                                                                         |
| Mathematica            | Символьні обчислення | X           | X                    | X         | X          |             |                                             |                     | логічне, розподілене                                                             | Ні                                                                                         |
| MATLAB                 | Дуже специфічна для предметної області, обчислення | X           | X                    |           | X          |             |                                             |                     |                                                                                  | Ні                                                                                         |
| Modula-2               | Застосунки, системне програмування | X           |                      |           |            | X           |                                             |                     |                                                                                  | 1996, ISO                                                                                  |
| Modula-3               | Застосунки | X           | X                    |           |            | X           |                                             |                     |                                                                                  | Ні                                                                                         |
| Oberon                 | Застосунки, системне програмування | X           | X                    |           |            |             |                                             |                     |                                                                                  | Ні                                                                                         |
| Object Pascal (Delphi) | Застосунки, загального призначення, мобільні застосунки, Web | X           | X                    |           | X          | X           | X                                           | X                   | структурне                                                                       | Ні                                                                                         |
| Objective-C            | Застосунки, загального призначення | X           | X                    |           |            |             | X                                           |                     | конкурентне                                                                      | Ні                                                                                         |
| Occam                  | Загального призначення | X           |                      |           | X          |             |                                             |                     | конкурентне, process-oriented                                                    | Ні                                                                                         |
| Opa                    | Веб-застосунки | X           |                      | X         |            | X           |                                             |                     | розподілене                                                                      | Ні                                                                                         |
| Oxygene                | Застосунки | X           | X                    |           |            | X           |                                             |                     |                                                                                  | Ні                                                                                         |
| Oz                     | Застосунки, розподілені обчислення, навчання | X           | X                    | X         |            |             |                                             |                     | конкурентне, логічне                                                             | Ні                                                                                         |
| Pascal                 | Застосунки, навчання | X           |                      |           | X          |             |                                             |                     |                                                                                  | 1983, ISO                                                                                  |
| Perl                   | Застосунки, написання скриптів, обробка текстів, Web | X           | X                    | X         | X          | X           | X                                           |                     |                                                                                  | Ні                                                                                         |
| PHP                    | Серверна сторона, веб-застосунки, Web | X           | X                    |           | X          |             | X                                           |                     |                                                                                  | Ні                                                                                         |
| PL/I                   | Застосунки | X           | X                    |           | X          |             |                                             |                     |                                                                                  | 1969                                                                                       |
| Мова                   | Intended use | Імперативне | Об'єктно-орієнтоване | Функційне | Процедурне | Узагальнене | [[[Рефлексія (програмування)\|Рефлективне]] | Подійно-орієнтоване | Інші парадигми                                                                   | Стандартизована?                                                                           |
| Plus                   | Застосунки, розробка систем | X           |                      |           | X          |             |                                             |                     |                                                                                  | Ні                                                                                         |
| Prolog                 | Застосунки, штучний інтелект |             |                      |           |            |             |                                             |                     | логічне                                                                          | 1995, ISO                                                                                  |
| PureBasic              | Застосунки |             |                      |           | X          |             |                                             |                     |                                                                                  | Ні                                                                                         |
| Python                 | Застосунки, загального призначення, Web, написання скриптів, ШІ, наукові обчислення                                                                              | X           | X                    | X         |            |             | X                                           |                     | Аспектно-орієнтоване                                                             | Ні                                                                                         |
| Racket                 | Навчання, загального призначення, написання скриптів |             | X                    | X         | X          |             | X                                           |                     | модульне, логічне, метапрограмування                                             | Ні                                                                                         |
| REALbasic              | Застосунки |             |                      |           | X          |             |                                             |                     |                                                                                  | Невідомо                                                                                   |
| REBOL                  | розподілене | X           | X                    | X         |            |             |                                             |                     | dialected                                                                        | Ні                                                                                         |
| IBM RPG                | Застосунки, системне програмування | X           |                      |           | X          |             |                                             |                     |                                                                                  | Ні                                                                                         |
| Ruby                   | Застосунки, написання скриптів, Web | X           | X                    | X         |            |             | X                                           |                     | Аспектно-орієнтоване                                                             | 2011(JIS X 3017), 2012(ISO/IEC 30170)                                                      |
| Rust                   | Застосунки, системне програмування | X           | X                    | X         |            | X           | X                                           |                     | конкурентне                                                                      | Ні                                                                                         |
| S                      | Застосунки, статистика | X           | X                    | X         | X          |             |                                             |                     |                                                                                  | Ні                                                                                         |
| S-Lang                 | Застосунки, обчислення, написання скриптів | X           |                      |           | X          |             |                                             |                     |                                                                                  | Ні                                                                                         |
| Scala                  | Застосунки, розподілене, Web | X           | X                    | X         |            | X           | X                                           | X                   |                                                                                  | De facto стандарт via Scala Language Specification (SLS)                                   |
| Scheme                 | Навчання, загального призначення |             |                      | X         |            |             |                                             |                     |                                                                                  | 1998, R6RS                                                                                 |
| Seed7                  | Застосунки, загального призначення, написання скриптів, Web | X           | X                    |           |            | X           | X                                           |                     | багатопарадигмальне, розширюване, структурне                                     | Ні                                                                                         |
| Simula                 | Навчання, загального призначення | X           | X                    |           |            |             |                                             | X                   | Дискретно-подійне моделювання, багатопоточне (квазіпаралельне) виконання програм | 1968                                                                                       |
| Small Basic            | Застосунки, навчання, ігри | X           |                      |           |            |             |                                             | X                   | компонентно-орієнтоване                                                          | Ні                                                                                         |
| Smalltalk              | Застосунки, навчання |             | X                    |           |            |             | X                                           | X                   | конкурентне, декларативне                                                        | 1998, ANSI                                                                                 |
| SNOBOL                 | Обробка текстів |             |                      |           |            |             |                                             |                     |                                                                                  | Невідомо                                                                                   |
| Standard ML            | Застосунки | X           |                      | X         |            | X           |                                             |                     |                                                                                  | 1997, SML '97                                                                              |
| Swift                  | Застосунки, загального призначення | X           | X                    |           |            | X           | X                                           |                     | конкурентне                                                                      | Ні                                                                                         |
| Tcl                    | Застосунки, написання скриптів, Web | X           |                      |           | X          |             | X                                           | X                   |                                                                                  | Ні                                                                                         |
| Visual Basic           | Застосунки, RAD, навчання, бізнес-логіка, загального призначення, (включно з VBA), автоматизація офісних застосунків                                             | X           |                      |           |            | X           |                                             | X                   | компонентно-орієнтоване                                                          | Ні                                                                                         |
| Visual Basic .NET      | Застосунки, RAD, навчання, Web, бізнес-логіка, загального призначення                                                                                            | X           | X                    |           |            | X           | X                                           | X                   |                                                                                  | Ні                                                                                         |
| Visual FoxPro          | Застосунки |             | X                    |           |            |             |                                             |                     | дата-центричне, логічне                                                          | Ні                                                                                         |
| Visual Prolog          | Застосунки | X           | X                    | X         |            |             |                                             | X                   | декларативне, логічне                                                            | Ні                                                                                         |
| Windows PowerShell     | Системне адміністрування, скрипти | X           | X                    | X         |            |             | X                                           |                     | конвеєрне                                                                        | Ні                                                                                         |
| XL                     | | X           | X                    |           |            |             |                                             |                     | concept programming                                                              | Ні                                                                                         |
| Xojo                   | Застосунки, RAD, загального призначення, Web | X           | X                    |           | X          |             | X                                           | X                   |                                                                                  | Ні                                                                                         |
| Мова                   | Intended use | Імперативне | Об'єктно-орієнтоване | Функційне | Процедурне | Узагальнене | Рефлективне                                 | Подійно-орієнтоване | Інші парадигми                                                                   | Стандартизована?                                                                           |

## Типи систем

### Короткі визначення
Номінальна система типів означає, що сумісність типізації та/або еквівалентність вирішується на основі очевидних оголошень та імен.
Структурна система типів оначає, що сумісність типізації та/або еквівалентність вирішується на основі визначення і характеристики типів.
Перевірка типів визначає, чи будуть перевіряються типи, як і коли.
Статична перевірка означає, що помилки типу повідомляються на основі тексту програми (вихідного коду). 
Динамічна перевірка означає, що помилки типу повідомляються на основі динаміки чи іншій програмі (під час виконання) поведінки.
| Мова                   | Типобезпечність | Приведення типів                                        | Сумісність та еквівалентність типів                | Перевірка типів                    |
| ---------------------- | --------------- | ------------------------------------------------------- | -------------------------------------------------- | ---------------------------------- |
| ActionScript 3.0       | safe            | неявне з можливим явним                                 |                                                    | Статична                           |
| Ada                    | safe            | явне                                                    | номінальна                                         | Статична                           |
| Aldor                  | unsafe          | неявне                                                  |                                                    | Статична                           |
| ALGOL 58               | safe            | явне                                                    |                                                    | Статична                           |
| ALGOL 60               | safe            | явне                                                    |                                                    | Статична                           |
| ALGOL 68               | safe            | явне                                                    | структурна                                         | Статична & tagged unions           |
| APL                    | safe            |                                                         |                                                    | Динамічна                          |
| AutoHotkey             | безтипова       | n/a                                                     | n/a                                                | n/a                                |
| Ateji PX               | safe            | явне                                                    | номінальна                                         | Статична                           |
| BASIC                  | safe            | явне                                                    | номінальна                                         | Статична                           |
| BLISS                  | typeless        | n/a                                                     | n/a                                                | n/a                                |
| BeanShell              | safe            |                                                         | номінальна                                         | Динамічна                          |
| Boo                    | safe            | неявне з можливим явним                                 |                                                    | Статична з опціональною динамічною |
| Bro                    | safe            | неявне з можливим явним                                 | номінальна                                         | Статична                           |
| C                      | unsafe          | явне                                                    | номінальна                                         | Статична                           |
| C++ (ISO/IEC 14882)    | unsafe          | явне                                                    | номінальна                                         | Статична                           |
| C#                     | unsafe          | неявне з можливим явним                                 | номінальна                                         | Статична                           |
| Clean                  | safe            | неявне                                                  |                                                    | Статична                           |
| Clojure                | safe            | неявне з можливим явним                                 |                                                    | Динамічна                          |
| COBOL                  | safe            | явне                                                    | номінальна                                         | Статична                           |
| ColdFusion (CFML)      | safe            | неявне                                                  |                                                    | Динамічна                          |
| Common Lisp            | safe            | неявне з можливим явним                                 |                                                    | Динамічна                          |
| Curl                   | safe            |                                                         | номінальна                                         |                                    |
| Cython                 | safe            | неявне з можливим явним                                 | номінальна (розширені типи) і структурна (Python)  | Динамічна з опціональною статичною |
| D                      | unsafe          | явне                                                    | номінальна                                         | Статична                           |
| Dylan                  | safe            |                                                         |                                                    | Динамічна                          |
| Dynace                 | safe            | неявне                                                  |                                                    | Динамічна                          |
| Eiffel                 | safe            |                                                         | номінальна                                         | Статична                           |
| Erlang                 | safe            | неявне                                                  |                                                    | Динамічна                          |
| Euphoria               | safe            | явне, з неявним для об'єктів                            | номінальна                                         | Статична, динамічна для об'єктів   |
| F#                     | safe            | неявне                                                  | номінальна                                         | Статична                           |
| Falcon                 | safe            | неявне                                                  | структурна                                         | Динамічна                          |
| Forth                  | typeless        | n/a                                                     | n/a                                                | n/a                                |
| Fortran                | safe            | явне                                                    | номінальна                                         | Статична                           |
| Gambas                 | safe            | явне                                                    | номінальна                                         |                                    |
| GLBasic                | safe            | явне. Неявні оголошення можливі у налаштуваннях проєкта | номінальна                                         | Статична                           |
| Go                     | safe            | неявне з можливим явним                                 | структурна                                         | Статична                           |
| Gosu                   | safe            | частково неявне (локальне приведення типів)             | номінальна (subclassing) і структурна (структурна) | Статична                           |
| Groovy                 | safe            | неявне з можливим явним                                 |                                                    | Динамічна з опціональною статичною |
| Harbour                | safe            | неявне з можливим явним                                 |                                                    | Динамічна                          |
| Haskell                | safe            | неявне з можливим явним                                 | структурна                                         | Статична                           |
| Haxe                   | safe            | неявне з можливим явним                                 | номінальна (subclassing) і структурна (структурна) | Статична з опціональною динамічною |
| Io                     | safe            | неявне                                                  |                                                    | Динамічна                          |
| ISLISP                 | safe            |                                                         |                                                    | Динамічна                          |
| J                      | safe            |                                                         |                                                    | Динамічна                          |
| Java                   | safe            | явне                                                    | номінальна                                         | Статична                           |
| JavaScript             | safe            | неявне                                                  | структурна                                         | Динамічна                          |
| Joy                    | safe            |                                                         |                                                    | Динамічна                          |
| Kotlin                 | safe            | частково неявне (локальне приведення типів)             | номінальна                                         | Статична                           |
| LabVIEW                | safe            |                                                         |                                                    |                                    |
| Lua                    | safe            | неявне                                                  |                                                    | Динамічна                          |
| Maple                  | safe            |                                                         |                                                    | Динамічна                          |
| Mathematica            | safe            |                                                         |                                                    | Динамічна                          |
| MATLAB M-code          | safe            |                                                         |                                                    | Динамічна                          |
| Modula-2               | unsafe          | явне                                                    | номінальна                                         | Статична                           |
| Modula-3               | unsafe          | явне                                                    | структурна                                         | Статична                           |
| Oberon                 | safe            | явне                                                    | номінальна                                         | Статична і частково динамічна      |
| Objective-C            | safe            | явне                                                    | номінальна                                         | Динамічна з опціональною статичною |
| OCaml                  | safe            | неявне з можливим явним                                 | структурна                                         | Статична                           |
| Object Pascal (Delphi) | safe            | явне                                                    | номінальна                                         | Статична                           |
| Opa                    | safe            | неявне з можливим явним                                 | структурна                                         | Статична                           |
| Oxygene                | unsafe          | неявне                                                  |                                                    | Статична                           |
| Oz                     | safe            | неявне                                                  | структурна                                         | Динамічна                          |
| Pascal                 | unsafe          | явне                                                    | номінальна                                         | Статична                           |
| Perl 5                 |                 | неявне                                                  |                                                    | Динамічна                          |
| Perl 6                 |                 | частково неявне                                         |                                                    | Динамічна з опціональною статичною |
| PHP                    |                 | неявне                                                  |                                                    | Динамічна                          |
| Plus                   | safe            | явне                                                    | структурна                                         | Статична, динамічна (опціонально)  |
| Prolog                 |                 |                                                         |                                                    | Динамічна                          |
| Pure                   |                 |                                                         |                                                    | Динамічна                          |
| Python                 | safe            | неявне                                                  | структурна                                         | Динамічна                          |
| REBOL                  | safe            | неявне                                                  |                                                    | Динамічна                          |
| IBM RPG                | unsafe          |                                                         |                                                    | Статична                           |
| Ruby                   | safe            | неявне                                                  | структурна                                         | Динамічна                          |
| Rust                   | safe            | неявне з можливим явним                                 |                                                    | Статична з опціональною динамічною |
| S                      |                 |                                                         |                                                    | Динамічна                          |
| S-Lang                 | safe            | неявне                                                  |                                                    | Динамічна                          |
| Scala                  | safe            | частково неявне (локальне приведення типів)             | номінальна (subclassing) і структурна (структурна) | Статична                           |
| Scheme                 | safe            | неявне                                                  |                                                    | Динамічна (прихована)              |
| Seed7                  | safe            | явне                                                    | номінальна                                         | Статична                           |
| Simula                 | safe            |                                                         |                                                    | Статична                           |
| Smalltalk              | safe            | неявне                                                  |                                                    | Динамічна                          |
| Stіard ML              | safe            | неявне з можливим явним                                 | структурна                                         | Статична                           |
| Tcl                    |                 |                                                         |                                                    | Динамічна                          |
| Visual Basic           | safe            | неявне з можливим явним                                 | номінальна                                         | Статична                           |
| Visual Basic .NET      | unsafe          | явне                                                    |                                                    | Статична                           |
| Visual Prolog          | safe            | частково неявне                                         | номінальна                                         | Статична                           |
| Windows PowerShell     | safe            | неявне                                                  |                                                    | Динамічна                          |
| XL                     | safe            |                                                         | номінальна                                         | Статична                           |
| Xojo                   | safe            | явне                                                    | номінальна                                         | Статична                           |

1. ↑  Unsafe operations are well isolated by a "Unchecked_" prefix.
2. ↑  with optional dynamic type casting (see dynamic cast)
3. 1 2 3 4 5 6  It is almost safe, unsafe features are not commonly used.
4. ↑  with optional dynamic type (see dynamic member lookup[en])
5. ↑  Optionally, typing can be explicitly implied by the first letter of the identifier (known as implicit typing within the Fortran community).
6. ↑  dynamic checking of type extensions i.e. inherited types
7. ↑  explicit for static types
8. ↑  optional for formal and virtual procedures

## Відгук системи
Більшість мов програмування виводять повідомлення про помилки та/або винятки якщо операція не виконана.
Нижче наведені мови виводять ці повідомлення.
| Мова                   | Failsafe I/O                                              |
| ---------------------- | --------------------------------------------------------- |
| Ada                    | Так (винятки)                                             |
| ALGOL                  | Так (винятки або повернуті значення залежно від функції)  |
| AutoHotkey             | Ні (має бути явно перевірена глобальна змінна ErrorLevel) |
| Bro                    | Так                                                       |
| C                      | Ні                                                        |
| C++                    | Ні                                                        |
| C#                     | Так                                                       |
| COBOL                  | Ні                                                        |
| Common Lisp            | Так                                                       |
| D                      | Так[джерело?]                                             |
| Eiffel                 | Ні – залежить від бібліотеки і не визначено самою мовою   |
| Erlang                 | Так                                                       |
| Falcon                 | Так                                                       |
| Fortran                | Так                                                       |
| GLBasic                | Ні – у загальному випадку програма аварійно завершується  |
| Go                     | Ні                                                        |
| Gosu                   | Так                                                       |
| Harbour                | Так                                                       |
| Haskell                | Так                                                       |
| ISLISP                 | Так                                                       |
| Java                   | Так                                                       |
| Kotlin                 | Так                                                       |
| LabVIEW                | Так                                                       |
| Lua                    | Ні (деякі функції не повертають попереджень чи винятків)  |
| Mathematica            | Так                                                       |
| Object Pascal (Delphi) | Деякі                                                     |
| Objective-C            | Так (exceptions)                                          |
| OCaml                  | Так (exceptions)                                          |
| Perl                   | Ні                                                        |
| PHP                    | Так                                                       |
| Python                 | Так                                                       |
| REBOL                  | Так                                                       |
| Ruby                   | Так                                                       |
| Rust                   | Так                                                       |
| S                      | Невідомий                                                 |
| Scala                  | Так                                                       |
| Standard ML            | Так[джерело?]                                             |
| Tcl                    | Так                                                       |
| Visual Basic           | Так                                                       |
| Visual Prolog          | Так                                                       |
| Xojo                   | Так                                                       |
| Language               | Failsafe I/O                                              |

1. ↑  gcc can warn on unchecked error status. Newer versions of Visual Studio usually throw exceptions on failed I/O when using stdio.
2. ↑  g++ can warn on unchecked error status. Newer versions of Visual Studio usually throw exceptions on failed I/O when using stdio.
3. ↑  Considerable error checking can be enabled optionally, but by default Perl is not failsafe.